# Campodorus obtusus
Campodorus obtusus là một loài tò vò trong họ Ichneumonidae.